# François II Rákóczi
Pour les articles homonymes, voir François II.
François II Rákóczi de Felsővadász (en hongrois : felsővadászi II. Rákóczi Ferenc), né le 27 mars 1676 à Borsi et mort le 8 avril 1735 à Tekirdağ dans l'Empire ottoman, est un aristocrate hongrois qui régna sur la Transylvanie de 1704 à 1711 et s'opposa à la mainmise des Habsbourg sur ce pays.

## Biographie

### Famille
Né à Borsi (Borša) dans le comitat de Zemplén (dans la partie aujourd'hui slovaque de cette circonscription), il est le fils de François Rákóczi et d’Ilona Zrínyi. Son père décède en juillet 1676, quelques mois après sa naissance.
Il est l'héritier de plusieurs familles nobles qui se sont illustrées dans la lutte contre les Habsbourg : les Rákóczi, les Zrinski, les Báthory (par sa grand-mère). De plus, en juin 1682, sa mère se remarie avec Imre Thököly, chef de l'insurrection hongroise à cette époque.

### Jeunesse
À la suite de l’insurrection de son beau-père, le château de Munkacs où il réside avec sa mère est pris en 1688 par Antonio Caraffa, Italien au service de l'empereur : lui et son frère sont placés sous la tutelle de l'empereur Léopold et emmenés à Vienne. Il est élevé princièrement par les jésuites de Neuhaus en Bohême, puis à l’université de Prague.
Le 26 septembre 1694 il épouse à Cologne une princesse allemande, Charlotte-Amélie de Hesse-Wanfriedl et obtient un titre de prince du Saint-Empire. Sa sœur va se marier avec un général autrichien.

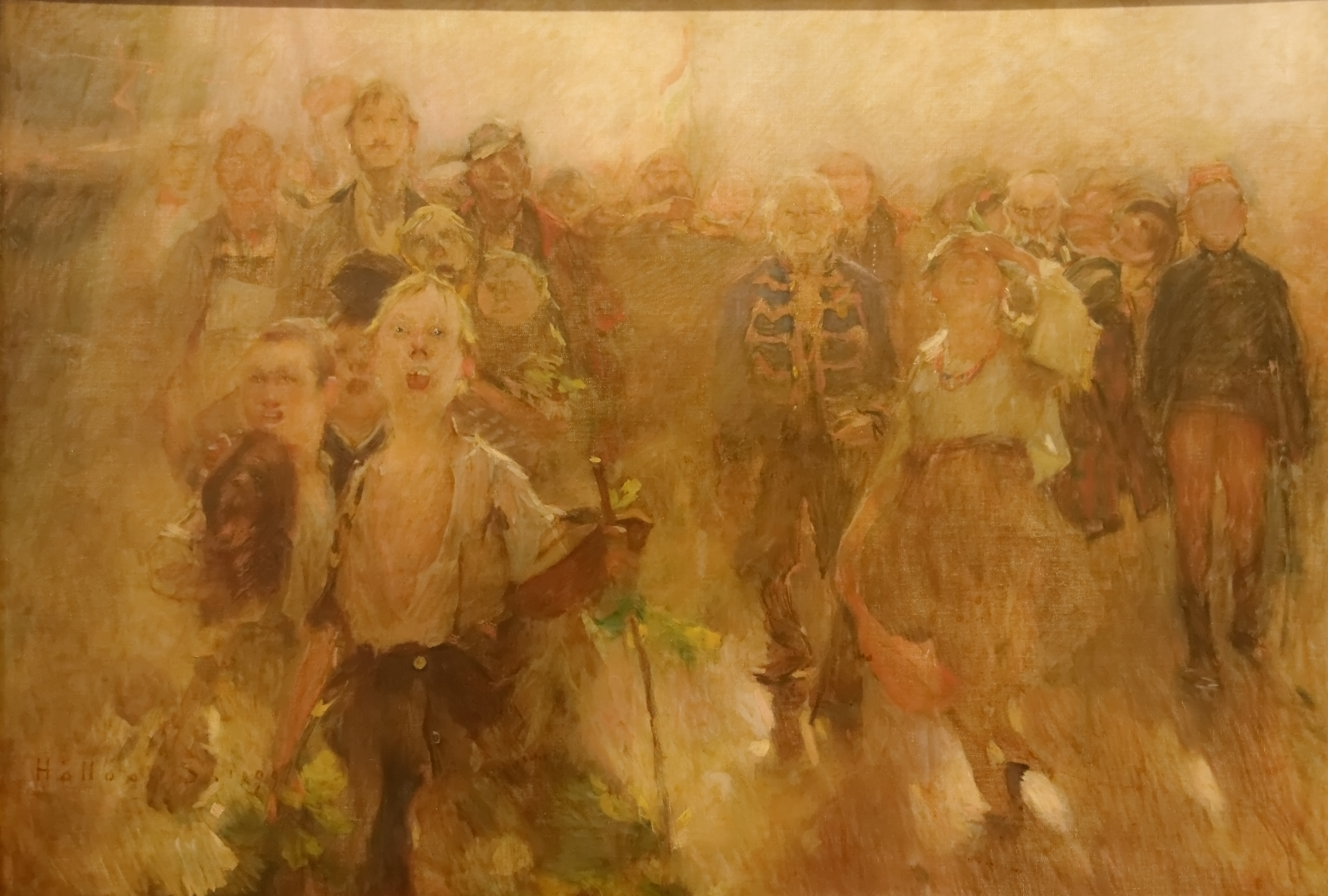
La marche de Rákóczi (1899), Simon Hollósy.

### L'opposition aux Habsbourg
Vers 1698, il noue des relations avec le Maréchal de Villars ce qui lui vaut d’être incarcéré en avril 1701 à Neustadt. Il s’évade en novembre de la même année, se réfugie en Pologne puis prend la tête de l'insurrection hongroise de 1703 à l'âge de 27 ans, peu après le décès de sa mère. Il conquiert avec sa troupe de Kuruc toute la Hongrie orientale et reçoit de la Diète de Gyulafehérvár le titre de prince de Transylvanie le 8 juillet 1704 sous le nom de François II Rákóczi.

### Prince de Transylvanie
Il essaye d’organiser un « État kouroutz » qui ne prélève pas d’impôts sur les paysans et vit des revenus des domaines confisqués aux Habsbourg et à leurs partisans ; il met sur pied une industrie de guerre en créant de nombreuses manufactures et pratique une politique mercantiliste animée par la mise en place d’un Conseil économique.
Il est proclamé régent de Hongrie en septembre 1705 et recherche l'alliance française en déclarant les Habsbourg déchus de leurs droits sur le royaume de Hongrie à l'assemblée d'Ónod le 5 avril 1707.
Les mesures sociales qu'il envisageait de prendre, notamment l'émancipation des paysans, inquiètent la noblesse tandis que l'Église catholique se méfie de son entourage protestant.

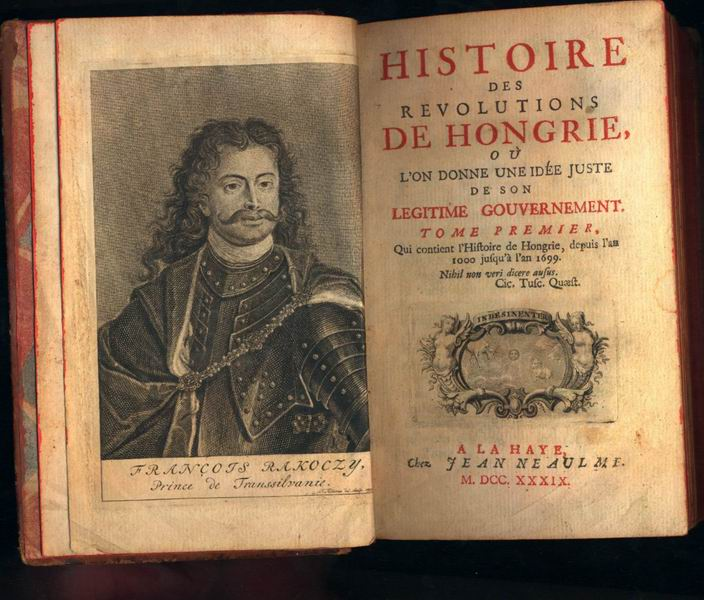
Histoire des Révolutions de Hongrie, La Haye, chez Jean Neaulme, 1739.

Battu à Trencsén (en) en 1708, il ne peut empêcher son général Sándor Károlyi (1668-1743) de négocier une paix séparée avec les Habsbourg en 1711 (paix de Szatmár). Il perd le trône de Transylvanie en février 1711.

### L'exil
La paix de Szatmár du 30 avril 1711, accorde l'amnistie aux insurgés, y compris François II Rákóczi, à condition qu'ils prêtent serment d'allégeance au nouvel empereur Charles VI de Habsbourg. François Rákóczi refuse de souscrire à ce traité et passe le reste de sa vie en exil en Prusse, en France et en Turquie (où il mourra).
Depuis son exil, il recherche en vain l'alliance du tsar Pierre le Grand de Russie. Lors des négociations des traités d'Utrecht en 1713, il plaide pour l'indépendance de la Hongrie, sans résultat. En France, avec l'autorisation de Louis XIV, il vécut deux ou trois ans dans la « maison des camaldules » de Grosbois (aujourd’hui un quartier de Yerres) sous le nom de « comte de Saros ».
Il meurt à Tekirdağ (Rodosto), en Turquie, sur la mer de Marmara, le 8 avril 1735. Il est alors inhumé dans la chapelle de l'ambassade de France (située aujourd'hui dans le lycée Saint-Benoît à Istanbul), à côté de sa mère Ilona Zrínyi. En 1906, leurs corps ont été renvoyés en Hongrie et inhumés le 29 octobre dans la cathédrale Sainte-Élisabeth de Košice (aujourd'hui en Slovaquie).

### Descendance
De son union le 26 septembre 1694 avec Charlotte-Amélie de Hesse Wanfried (1679-1722) naissent une fille, Charlotte, et deux fils :
- József Rákóczi (en) (1700-1738) ;
- György Rákóczi (1701-1756).

## Ouvrages
- Confession d'un pécheur, traduite du latin par Chrysostome Jourdain. Édition critique réalisée sous la direction de Gábor Tüskés. Avant-propos de Jean Garapon, études de Ferenc Tóth, Gábor Tüskés, Ildikó Gausz, Csenge E. Aradi et Zsuzsanna Hámori-Nagy. Notes par Réka Lengyel, Zsolt Szebelédi, Ferenc Tóth et Anna Tüskés. Préparé et revu par Michel Marty. Paris, Honoré Champion, 2020.
- Mémoires du prince François II Rákóczi sur la guerre de Hongrie depuis 1703 jusqu'a sa fin, traduites par István Vas. Postface et commentaires de Béla Köpeczi ; texte établi et apparat critique par Ilona Kovács. Budapest, Akadémiai, 1978. (Archivum Rákóczianum)
- Testament politique et moral du prince François II Rákóczi, traduit par Nándor Szávai et Ilona Kovács. Étude et commentaires de Béla Köpeczi ; texte latin etabli par István Borzsák ; textes français et apparat critique établis par Ilona Kovács. Budapest, Akadémiai, 1984. (Archivum Rákóczianum)
- Méditations du prince François II Rákóczi, texte latin établi et annoté par Balázs Déri ; texte français établi et annoté par Ilona Kovács ; avec une étude et des résumés de Gábor Tüskés. Budapest: Balassi, 1997. (Archivum Rákóczianum)
- Aspirations du prince François II Rákóczi, texte latin établi et annoté par Balázs Déri ; texte français établi et annoté par Ilona Kovács ; avec des commentaires de Lajos Hopp. Budapest, Akadémiai, Balassi, 1994. (Archivum Rákóczianum)
- Ferenc Rákóczi II: Confessio Peccatoris. The confession of a sinner, traduit par Bernard Adams, préface de Robert Evans, essai de Gábor Tüskés. Budapest, Corvina, 2019.
- Ferenc Rákóczi II: Memoirs, traduit par Bernard Adams, essai de Gábor Tüskés. Budapest, Corvina, 2019.
- Correspondance de François II Rákóczi et de la Palatine Elżbieta Sieniawska 1704-1727, publ. avec collaboration de Gábor Tüskés par Ilona Kovács et Béla Köpeczi, Budapest, Balassi Kiadó, 2004.

## Hommages

### LaMarche de Rákóczi
L'épopée de François Rákóczi inspirera en 1823 à Ferenc Kölcsey un fameux Himnusz : hymne bientôt devenu national (mais non officiel), dont les paroles font vibrer le cœur de tous les Hongrois, et que Berlioz exprimera en musique en 1846 dans sa célèbre « Marche de Rákóczi », page symphonique de sa Damnation de Faust, qui a aussi inspiré en 1933 un film homonyme de Steve Sekely.

### LeKaposvári Rákóczi FC
Le Kaposvári Rákóczi FC et son stade ont été nommés en l'honneur du prince hongrois.